# Fort du Mont-Vaudois
Le fort du Mont-Vaudois, appelé brièvement fort Broussier, a été construit entre 1874 et 1877. C'est un ouvrage  du type Séré de Rivières,  faisant partie des fortifications de l'Est de la France et appartenant à la place forte de Belfort.

## Histoire
Ce fort est un ouvrage de la seconde ceinture fortifiée de Belfort, construite entre 5 et 6 km au-delà de la première ceinture datant des années 1820-1830-1840.
S'étendant sur 5 ha, Il est situé au sommet d'une colline de 544 m appelée le Mont Vaudois (commune d'Héricourt). Il pouvait héberger 700 hommes et accueillir 50 canons.
Après la crise de l'obus-torpille en 1885, les modernisations du fort se résument à quelques renforcements d'un des casernements et la création d'un abri-caverne.
À partir de 1893, le fort est relié à un certain nombre d'autres forts autour de Belfort grâce à un chemin de fer stratégique.
Le fort est équipé d'un poste optique qui permettait de communiquer avec la citadelle de Belfort et les forts voisins de Salbert, Lachaux et Mont Bart.
En 1944, devant l'avancée alliée venue de Provence, une troupe ennemie se retranche dans l'ouvrage le 19 novembre 1944. Les tentatives  du 8e Zouaves pour la déloger ayant été vaines, plus de 3 000 obus seront tirés jusqu'au retrait des Allemands le 22 novembre 1944. 